# Національна вища школа красних мистецтв

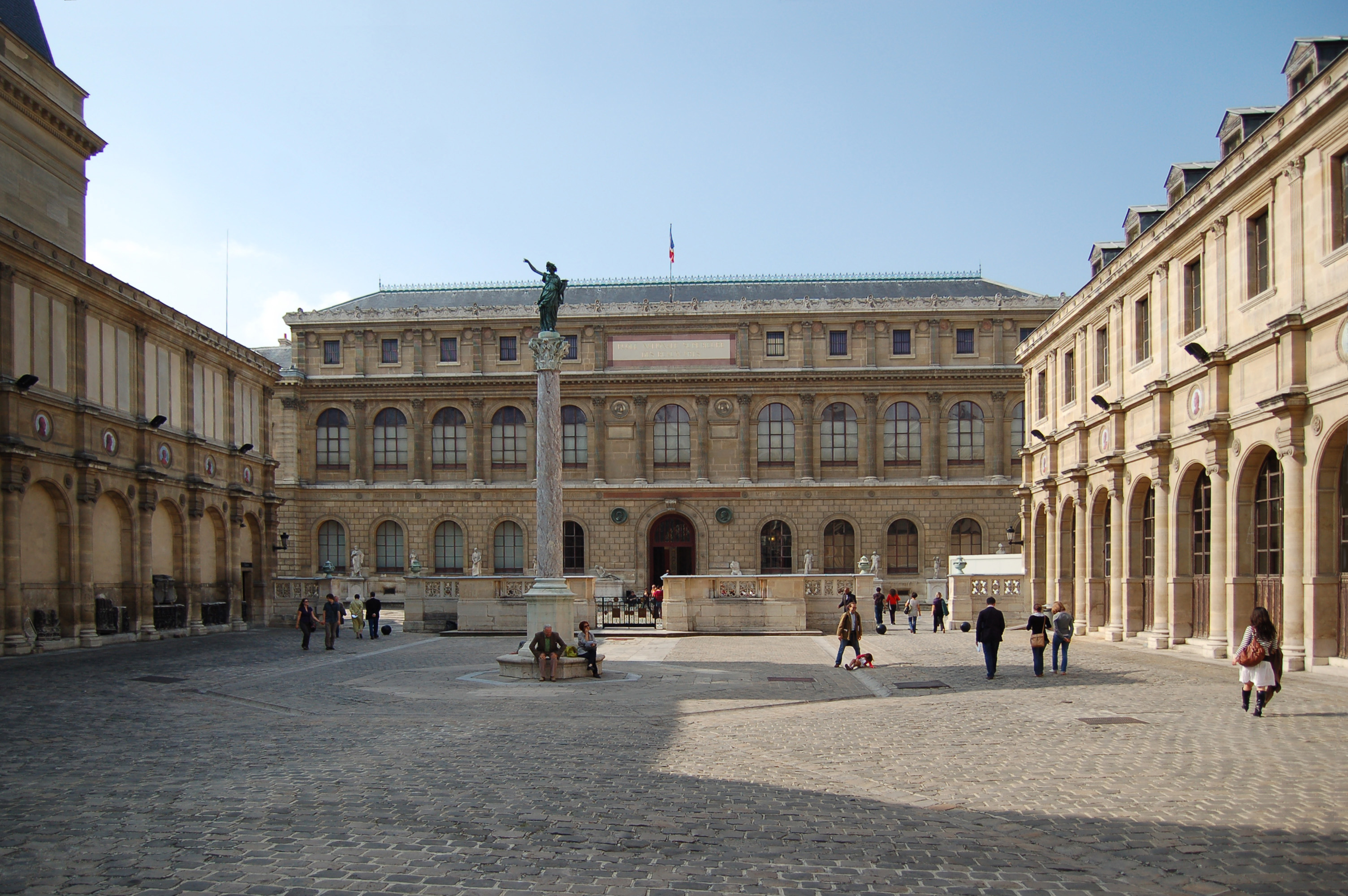
Будівля школи на рю Бонапарт, 14

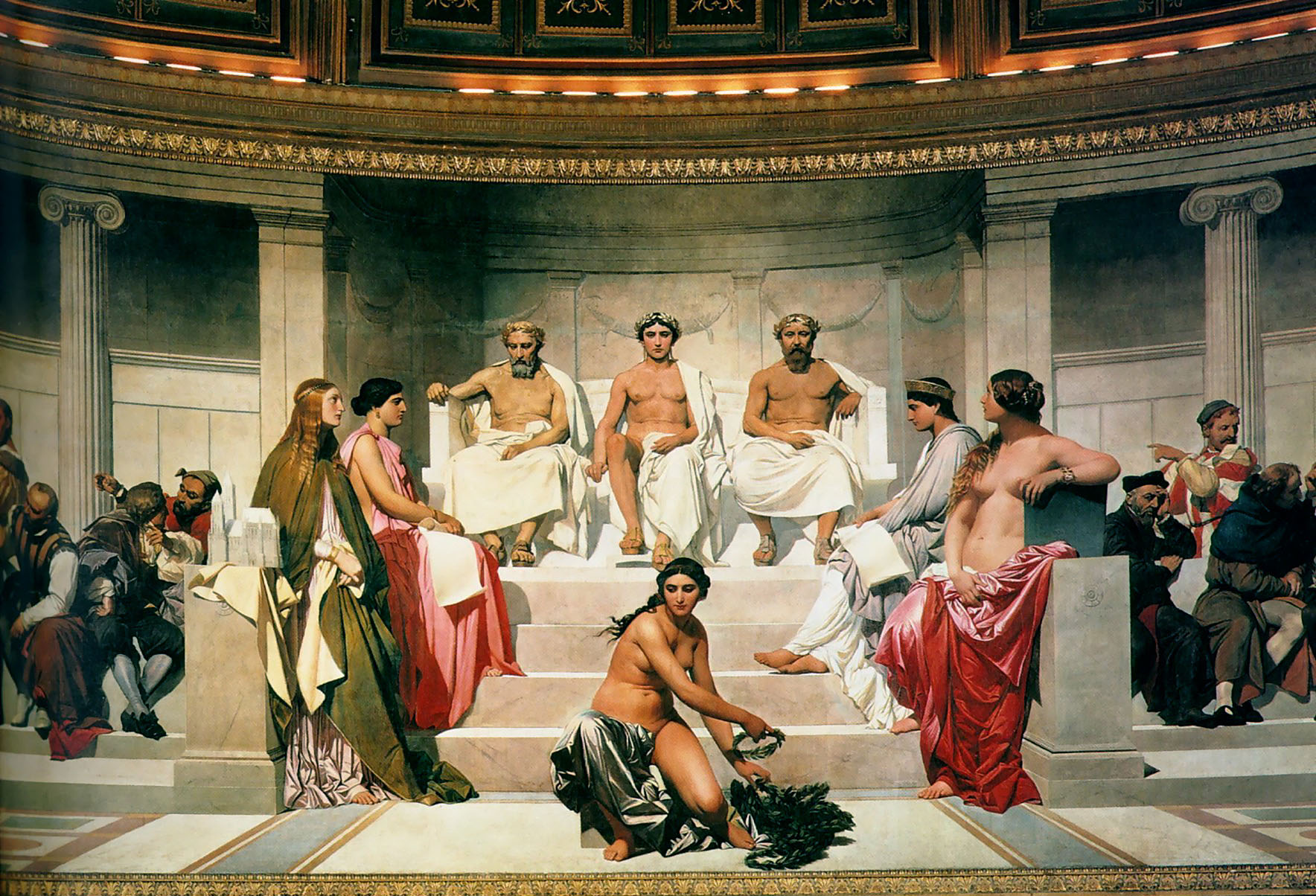
Фреска Поля Делароша в приміщенні школи.

Національна вища школа витончених мистецтв  (фр. École nationale supérieure des Beaux-Arts) — художня школа, заснована в Парижі. Розташована навпроти Лувру, споруджена в 1671 році з ініціативи Кольбера. Під час Революції була розширена за рахунок Королівської академії живопису та скульптури, заснованої в 1648 році за клопотанням Шарля Лебрена. Вважалася цитаделлю французького класицизму.

## Професорський склад на травень 2010
- П'єр Бергунью (Pierre Bergounioux)
- Ален Бонфан (Alain Bonfand)
- Жан-Франсуа Шевріє (Jean-François Chevrier)
- Моріс Годельє (Maurice Godelier)
- Франсуа-Рене Мартен (François-René Martin)
- Дідьє Семен (Didier Semin)

## Випускники
До заснування у 1868 приватної академії Жуліана, Школа витончених мистецтв була основним центром художньої освіти у Франції. Серед її випускників — Франсуа Буше, Жан-Оноре Фрагонар, Давид, Жан Огюст Домінік Енгр, Теодор Жеріко, Ежен Делакруа, Едгар Дега, Клод Моне, Ренуар, Сера, Александер Роше, Тоні Робер-Флорі та багато інших видатних художників.
До студентських протестів 1968 року Школа витончених мистецтв готувала також і архітекторів. Один з випускників, Шарль Гарньє, створив у середині XIX століття еклектичний гібрид різних історичних стилів, що отримав від імені школи назву «Боз-ар» (Beaux-Arts).

## Будівля школи

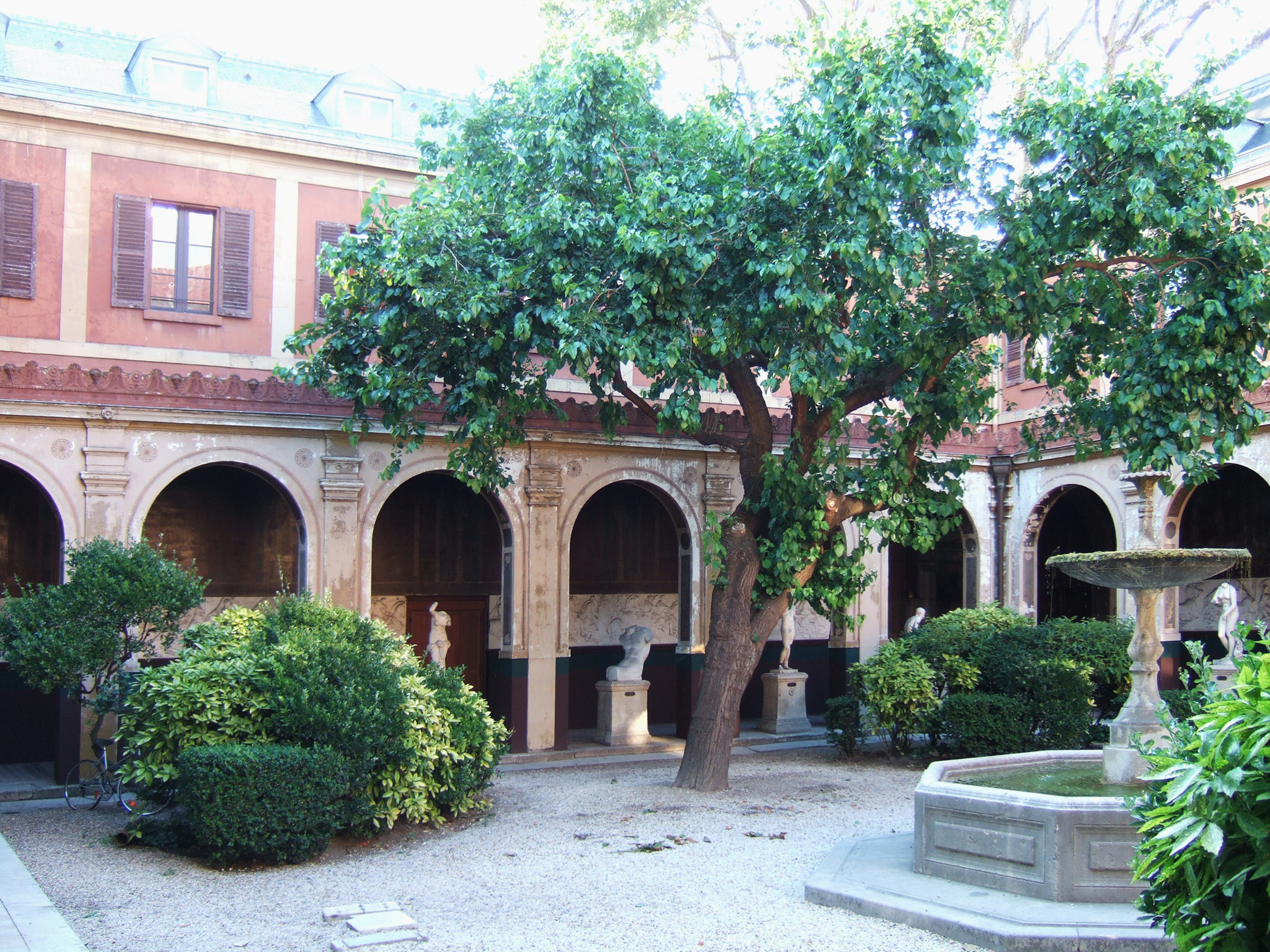
У дворику школи мистецтв

Будівля школи, що нині не існує, побудована на лівому березі Сени у кварталі Сен-Жермен-де-Пре в 1830-ті роки під керівництвом Фелікса Дюбая на основі історичних стилів колишніх епох. У двір школи ведуть ворота, обрамлені бюстами Пуссена і Пюже.
У ансамбль шкільних будівель були вбудовані фрагменти знесених по всій Франції будівель, зокрема портика луарского замку Діани де Пуатьє (1548) і фасаду замку Гійон — першої ренесансної споруди у Франції.
В інтер'єрі — 27-метрова фреска Поля Делароша з зображеннями скульптора Фідія, архітектора Іктіна і художника Апеллеса. Фреска символізує торжество і єдність образотворчих мистецтв.